# Maratona aquática no Campeonato Europeu de Esportes Aquáticos de 2022 - 25 km feminino
Os 25 km da maratona aquática feminina da maratona aquática no Campeonato Europeu de Esportes Aquáticos de 2022 seria realizado no dia 20 de agosto, em Óstia na Itália. Os nadadores foram interrompidos no meio da competição devido ao clima extremo e o evento foi cancelado. 

## Calendário
| Fase  | Data         | Hora  |
| ----- | ------------ | ----- |
| Final | 20 de agosto | 13:00 |

Todos os horários estão no horário local (UTC+1)

## Resultados
Esses foram os inscritos para a competição.
| Pos. | Nadadora          | Nacionalidade | Tempo |
| ---- | ----------------- | ------------- | ----- |
|      | Lara Grangeon     | França        |       |
|      | Luca Vas          | Hungria       |       |
|      | Vivien Balogh     | Hungria       |       |
|      | Silvia Ciccarella | Itália        |       |
|      | Barbara Pozzobon  | Itália        |       |
|      | Elea Linka        | Alemanha      |       |
|      | Veronica Santoni  | Itália        |       |
|      | Caroline Jouisse  | França        |       |
|      | Lisa Pou          | França        |       |